# がめつい奴
『がめつい奴』（がめついやつ）は、菊田一夫作の戯曲、およびそれを原作とする映画、テレビドラマである。
戯曲は、1959年度の芸術祭主催公演用に芸術座に書き下ろされた。戦後の演劇史においては初めてとなるロングラン公演となり、その記録は後に劇団四季が『キャッツ』を公演するまで破られることはなかった。蝉の会（1994年、1998年）、大阪新劇団協議会プロデュース公演（1997年）でも上演された。

## 作品解説
1950年代半ばの大阪の釜ヶ崎で暮らす人々を描いた4幕6場からなる長編の戯曲で、全編を通して関西弁を用いて描かれている。一般社会との経済的な格差を実感し、人並みの生活を送りたいと奮闘する登場人物の描写が、日本版『どん底』だと評されることもある。
1959年10月5日月曜日から翌年の1960年7月17日日曜日まで芸術座で東宝現代劇が公演を行い、主人公のお鹿婆さんを演じた三益愛子と、その婆さんに引き取られた戦災孤児役の中山千夏のとぼけた子役ぶりに人気が集中した。270日間のロングラン。
この作品で三益は1959年度の芸術祭文部大臣賞とテアトロン賞を受賞し、主人公の敵役といえる彦八役を演じた榎本健一もテアトロン賞を受賞した。また、作者の菊田も菊池寛賞と芸術選奨文部科学大臣賞（演劇部門 ）を受賞（芸術選奨は「がしんたれ」とあわせての受賞）した。
芸術座での公演を終えた後は地方都市での公演が行われ、1960年9月には梅田コマ劇場、10月に名古屋名鉄ホールでそれぞれ公演された。さらに九州の数か所の都市でも再演された。また、1960年には映画化され、千葉泰樹が監督を務めた。舞台や映画同様に三益を主役にしたテレビドラマ化もされていて、1964年12月には日本テレビで単発のドラマが放映され、フジテレビ系列でも1970年9月から12月まで連続ドラマが放映された。

## あらすじ
お鹿婆さんこと向山鹿は、釜ヶ崎で1泊60円の簡易旅館「釜ヶ谷荘」を営む一方で高利貸しも行っている。がめつい性格は周辺の人々にも有名だが、戦災孤児のテコを引き取って育てる一面もある。
「釜ヶ谷荘」に定住している人々は多く、ポンコツ屋の熊吉と占い師のおたか、マッサージ師の圭子、鹿の娘である咲と共謀して美人局をしている「通天閣の雄」、ニコヨンの世話人である「播州の鉄」、麻薬屋の源さん、かつては女形の役者として活躍していた実川深之丞、千三つ屋の神田に加え、ホルモン料理の屋台を出している小山田初枝と絹の姉妹もいる。かつて、小山田姉妹の父は「釜ヶ崎荘」周辺の土地を所有していたが、家族で疎開している間に、鹿を始めとする人々に勝手に使われてしまった。妹の絹は鹿の息子の健太と親密な仲だが、姉の初枝は鹿から土地を取り返したいと強く望んでいる。そんな初枝に熊吉がおたかの目を盗んで接近し、手を貸すと告げる。戸惑いながらも初枝は熊吉の申し出を受け入れる。そんなある日、鹿の亡くなった夫の弟だという彦八がやって来て、鹿が3000万を貯め込んでいることを知っていると暗にほのめかす。
土地を返すように頼み込んでもまともに取り合おうとしない鹿に、初枝は訴訟を起こすことを告げる。そこに熊吉がやって来て、弁護士を料理屋に連れて来たから会おうと初枝を誘い、宿を出る。初枝の体を奪うとともに土地の権利書を取り上げた熊吉は、次の日に健太たちに土地の売買を持ちかけるが、鹿に拒絶され、話はなかったこととなる。熊吉が出て行った後に戻って来た初枝は、2人から権利書を売りに来たと教えられて驚き、熊吉を探しに出かける。
鹿が梅干しの瓶に入れてしまい込んでいた金を勘定していると、健太がやって来て、絹と結婚するから財産の半分をくれと頼み込む。断る鹿ともめているうちに、健太は鹿の首を絞めてしまう。騒ぎに驚いて集まった住人の1人である風船売りの「閣下」の人工呼吸によって事なきを得たところにテコがやって来て、自分の知らない男たちが「釜ヶ谷荘」を取り壊すと言っていたことを住人に告げる。あわてて出て行った住人たちと入れ違いで入って来た彦八が鹿の金の入った瓶を探していると、テコに見つかってしまう。彦八は、梅干しが好きだから800円で瓶を売ってくれと、テコに頼む。本当に梅干しが好きなのかと念を押した上で、テコは彦八に梅干しの瓶を1つ渡す。改めて彦八が瓶の中を確認すると、そこには金はなく、ただ梅干しが入っていた。
権利書を土建屋に売った熊吉がカフェーでホステスをからかっていると、初枝がやって来て権利書を返して欲しいと頼み込む。馬鹿にする熊吉を初枝は隠し持っていたナイフで刺し、逃げる熊吉をなお追いかける。一方、鹿と健太は、権利書を手にした土建屋の升金と土地の売買について話し合う。熊吉が刺されたのを見た鹿は、土地を買う方が得だとわかっているものの、立ち退けば初枝と争うこともなくなり、絹も健太と幸せになれると考え、升金に立退き料を支払ってもらうことにする。そして、亡くなった熊吉の身包みをはいで近所の空家に埋めた住人たちに立退き料を払った鹿は、絹を健太の嫁にもらいたいと、初枝に頼む。警察に自首すると言う初枝に、絹は熊吉のような悪人は殺しても罪にならないと反対する。しかし、初枝は普通の世間に出るためにはそう言う態度は通じないと諭し、さらにパン屋を営業していたこともあるおたかに、自分が出所したら一緒にパン屋をやろうと言う。
やがて「釜ヶ谷荘」は取り壊され、空地になる。結局、鹿のもとから金を得られなかった彦八はやりたい事業も出来ず、大阪の千三つ屋から制裁を受け、そこを通りかかった鹿とテコにも邪険に扱われる。簡易旅館の経営を辞めてからの鹿は、お金を貯め込んでいるにもかかわらず、テコと乞食を始めていた。一方、健太と絹は玉3つを5人前にして売るうどん屋を始め、咲は雄と一緒に美人局を続けている。

## 制作の背景

### 芸術祭主催公演作品
芸術座が開場した1957年頃、当時東宝の演劇担当取締役であった菊田を中心に、月に1度企画委員会が開かれた。この会合では観客増員を議題にしていたが、「大阪におもしろい婆さんがいる」と、実在の女性アパート経営者に関する話が出たことがきっかけとなって、作品が作り込まれていった。そして、文化庁から委嘱されて芸術祭の主催公演を目的に書き下ろしたため、ある程度は格調を保った脚本にすることが求められたが、委嘱作品であるために作者は芸術祭関連の賞を受賞することはないとされていた。そのため、菊田は賞を狙おうと考えることはなく、ただ面白い芝居を制作することを考えていたと証言している。

### 形容詞「がめつい」の造語
この作品で菊田が造語したとされているのが「がめつい」という言葉である。「がめつい」は、強欲で抜け目のない、ごまかすの意味の「ガメル」に「ツイ」をつけた形容詞だが、戦前の広辞苑には掲載されていない。「がめつい」の語源の説として、南河内や神戸の一部の地方で使われた「がみつい（＝南河内では因業な様を、神戸では乱暴な様を指す）」と「がめる」を重ね合わせた、または大阪弁の「がんまち（＝自分勝手、欲深く出しゃばる様を指す）」と「がめる」を重ね合わせた、というものがある。
菊田が作品で使う前には、大阪でも一般的に使われなかったとみられ、谷崎潤一郎は自身のエッセイ『当世鹿もどき』で、「関西出身の家族でさえこのような言葉は聞いたことがない」と述べているほか、玉川一郎は、大阪市で育った笠置シヅ子から「『がみつい』というコトバはあるけれど、がめついというのは菊田先生の新造語でっしゃろな」との証言を得ている。

## ロングラン公演の影響
272日の上演日数の中、およそ370回の上演を行い、20万8600人もの観客を動員した。フジテレビ・KRテレビ・日本テレビ・NHK総合テレビの4局が、公演を順次中継放送するほどであった。客席が少ない芸術座の採算を軌道に乗せるためにも、このようなロングラン公演は菊田の念願であったが、この成功により、芸術座の秋の公演はほぼ芸術祭主催公演に当てられることが慣例となった。翌年から上演され、後々まで上演されるようになった『放浪記』もまた、芸術祭主催公演用に書き下ろされた作品である。
好評であったことから菊田は続演を決めたが、そのために本来ならば次に芸術座で行おうとしていた公演を中止したので、俳優から裏方に至るまで、次の公演に関係する全ての人々にキャンセル料を支払うことになった。中止の采配を振ったのは東宝で演劇関連を担当していた横山清二であったが、横山は次の公演の主役からも苦情を言われただけでなく、出演していない俳優には別の仕事を与えなければならなくなったと、俳優管理の面でも支障が生じたことを証言している。

## キャスト・スタッフ

### 主なキャスト
芸術座公演の際には以下の俳優が演じた。複数の俳優がリレーして演じた役もある。
- 向山鹿：三益愛子
- 健太：中村扇雀、林成年、高島忠夫、太刀川寛、藤木悠
- お咲：高岡奈千子、表泰子
- 小山田絹：八千草薫、司葉子、浜木綿子、原知佐子、峯京子
- 向山彦八：榎本健一
- テコ：中山千夏
- おたか：浦島千歌子
- 小山田初枝：森光子、乙羽信子
- 熊吉：田武謙三、井上孝雄

### 主なスタッフ
- 演出：菊田一夫
- 装置：伊藤熹朔
- 音楽：古関裕而

## 映画版
原作者の菊田が属する東宝で映画化され、1960年9月18日に公開。鹿・健太・テコは舞台版と同じく三益・高島・中山がそれぞれ演じた。

### キャスト
- 向山鹿：三益愛子
- 向山健太：高島忠夫
- 向山お咲：原知佐子
- 小山田絹：団令子
- 向山彦八：森繁久彌
- 向山テコ：中山千夏
- 大星堂おたか：安西郷子
- 小山田初江：草笛光子
- 平熊吉：森雅之
- 通天閣の雄：藤木悠
- お圭：東郷晴子
- 神田：佐田豊
- 源：天本英世
- 浪之丞：瀬良明
- 閣下：田武謙三
- さだ：上野洋子
- のぶ：河美智子
- 沢田：谷晃
- 升金：山茶花究
- 柳田：西村晃
- 元村：多々良純
- 野羽玉：中村是好
- 境内の巡査：柳谷寛
- 交通事故の巡査：中山豊、井上大助
- トラックの運転手：沢村いき雄
- 救急車の係官：宮田洋容
- バーの女給：木匠マユリ
- ひさごの女中：三田照子

## テレビドラマ
連続で放送のテレビドラマは、1964年放送版と1970年放送版の2作がある。2作ともやはり三益主演作品であるが、制作陣と放送局は異なる。

### 1964年版
1964年2月4日から同年3月31日まで日本テレビ系列局で放送。日本テレビと東宝の共同製作。山城製薬（現・クラシエ薬品）の一社提供。全9話。放送時間は毎週火曜 21:00 - 21:30 （日本標準時）。

#### キャスト
- 三益愛子
- 長門裕之
- 福田公子
- 谷晃
- 青柳美枝子
- 原田英子
- ほか

#### スタッフ
- 原作：菊田一夫
- 脚本：小松君郎
- 制作：日本テレビ、東宝

| 日本テレビ系列 火曜21:00枠                         | 日本テレビ系列 火曜21:00枠                              | 日本テレビ系列 火曜21:00枠 |
| 前番組                                             | 番組名                                                  | 次番組                     |
| -------------------------------------------------- | ------------------------------------------------------- | -------------------------- |
| 今晩は裕次郎です （1963年10月8日 - 1964年1月28日） | がめつい奴（1964年版） （1964年2月4日 - 1964年3月31日） | 保安官ワイアット・アープ   |

### 1970年版
1970年9月16日から同年12月30日までフジテレビ系列局で放送。松山善三プロダクションと関西テレビの共同製作。三菱グループの単独提供。全16話。放送時間は毎週水曜 22:00 - 22:30 （日本標準時）。

#### キャスト
- 三益愛子
- 藤山直子
- 高橋加奈子
- 川口恒
- ほか

#### スタッフ
- 原作：菊田一夫
- 脚本：松山善三
- 演出：松山善三
- 音楽：渡辺岳夫
- 制作：松山善三プロダクション、関西テレビ

| フジテレビ系列 水曜22:00枠 【三菱グループ単独提供枠】         | フジテレビ系列 水曜22:00枠 【三菱グループ単独提供枠】     | フジテレビ系列 水曜22:00枠 【三菱グループ単独提供枠】 |
| 前番組                                                        | 番組名                                                    | 次番組                                                |
| ------------------------------------------------------------- | --------------------------------------------------------- | ----------------------------------------------------- |
| エキスポスタジオ 世界のひろば （1970年4月1日 - 1970年9月9日） | がめつい奴（1970年版） （1970年9月16日 - 1970年12月30日） | 口紅と鏡 （1971年1月6日 - 1971年3月31日）             |